# Дом купца Радченко
Дом купца Радченко — историческое здание в Алма-Ате верненского периода.

## История
Первая телеграфная линия появилась в городе Верном в 1862 году ().
Дом был построен по заказу верненского купца Радченко в начале XX века. Первоначально это был жилой дом, который был выкуплен городской думой Верного. 
С 1910 года в здании располагался Верненский телеграф, а затем и Алма-атинский телеграф.
После обретения независимости в здании расположилось посольство Пакистана.
После переноса столицы из Алма-Аты в Астану посольство было переведено туда, а здание заняла фирма ТОО «Гео центр Информ». 
По состоянию на 2014 год в здании расположен детский сад.

## Архитектура
Здание представляет собой образец купеческой застройки центральной части города Верного начала XX века. Это двухэтажный, прямоугольный в плане объём на невысоком кирпичном цоколе. Главный вход акцентирован небольшим козырьком на столбах. В основе композиционного решения фасада – контраст горизонтального ритма оконных проемов и вертикалями прямоугольных в плане лопаток, устроенных на месте стыка бревенчатых стен второго этажа. По периметру здания проходит профилированный карниз. Стены первого этажа – кирпичные, второго – деревянные, оштукатурены, побелены. Перегородки – кирпичные и деревянные.

## Статус памятника
10 ноября 2010 года был утверждён новый Государственный список памятников истории и культуры местного значения города Алматы, одновременно с которым все предыдущие решения по этому поводу были признаны утратившими силу. В этом Постановлении был сохранён статус памятника местного значения жилому дому купца Радченко. Границы охранных зон были утверждены в 2014 году.